# Enrique García
Enrique García (Santa Fé, 20 de novembro de 1912 - Santa Fé, 23 de agosto de 1969) foi um futebolista argentino.
García é tido como um dos maiores ídolos do Racing, mesmo sem ter conquistado títulos pela Academia. É considerado inclusive um dos maiores ponta-esquerdas do futebol argentino. Chegou ao time da Avellaneda em 1936, por cerca de 39 mil pesos, após despontar no Rosario Central.
No Racing, jogaria até 1944, marcando 78 vezes em 233 partidas. Sua habilidade inspiraria diversos apelidos: "Poeta da Canhota", "O Mago", "O Imparável", "Sarmiento do Futebol", mas ficou mais conhecido como El Chueco - "O Torto", devido ao modo de andar.
Aposentou-se aos 32 anos em virtude de lesões, queixando-se da marcação cada vez mais pesada que sentia. "Vejo que cada vez mais as equipes entram para não deixar (a outra) jogar, e tampouco joga também. (...) A marcação existiu sempre, mas sem acabar com a beleza do jogo. Agora, os marcadores buscam por uma 'companheira de dança' e a seguem por todo o campo". Também não apreciava a sobreposição de táticas sobre a técnica, afirmando que era "inimigo de todos os sistemas táticos: atentam contra a beleza, não há preciosismo nem improvisação".
García também fez sucesso na Seleção Argentina. Disputou três Copas América, vencendo duas e sendo vice na outra. Pela Albiceleste, fez grandes duplas com Antonio Sastre e, posteriormente, com José Manuel Moreno.